# Bob Merrill (Jazzmusiker, 1958)
Bob Merrill (* 1958 in New York) ist ein US-amerikanischer Jazzmusiker (Gesang, Trompete, Flügelhorn, Piano, Arrangement) und Musikproduzent, stilistisch dem Swing und Mainstream Jazz verbunden.

## Leben und Wirken
Merrill wuchs in Manhattan auf und hatte als Jugendlicher Unterricht bei Red Rodney. Während seiner Collegejahre leitete er die Harvard Jazz Band, mit der er in Neuengland auftrat und auf Tourneen ging. Nach seinem Abschluss in Musik an der Harvard University setzte er seine Studien am New England Conservatory fort; in dieser Zeit spielte er u. a. mit Jaki Byard und dessen Apollo Stompers Big Band. 1977 entstanden erste Aufnahmen mit Ran Blake.
Ab 1981 hielt er als Fellow an der Harvard Seminare über Jazzmusik und gründete die Konzertreihe Jazz at the Pudding im Jazzclub Hasty Pudding, leitete die Hausband and begleitete gastierende Jazzgrößen wie Lee Konitz, Warne Marsh, Al Hibbler, Sheila Jordan und Archie Shepp. 1986 kehrte Merrill nach New York zurück, wo er das Tonstudio Hip Pocket Studios eröffnete und in den folgenden Jahren für Stars wie Patti LaBelle, Sting, Art Garfunkel und Peter, Paul and Mary arbeitete; außerdem produzierte er dort drei Alben seines Schwiegervaters Joe Bushkin, für den er auch als Trompeter, musikalischer Leiter und Arrangeur tätig war. Mit Bushkin trat er auch in den New Yorker Nachtclubs Tavern on the Green und The Supper Club sowie in der Jazz Bakery in Los Angeles auf. 1997 legte er sein Debütalbum Catch as Catch Can (Accurate) vor, das er mit einer Bigband und Gastmusikern wie Harry Allen, Jeremy Kahn, Joe Cohn und Dennis Irwin eingespielt hatte.
In den folgenden Jahren entstanden die Produktionen Got A Bran’ New Suit (2005), an dem u. a. Bill Charlap, John Allred, Harry Allen, Mike LeDonne, Bill Charlap, Howard Alden, Jay Leonhart und Duffy Jackson mitgewirkt hatten, Christmastime at the Adirondack Grill und Cheerin’ Up the Universe (Accurate Records, 2015), mit John Medeski, Drew Zingg, Nicki Parrott und George Schuller, sowie den Gastsolisten Roswell Rudd, Harry Allen, Russ Gershon, Gabrielle Agachiko und Matthew Fries. Zu Ehren von Joe Bushkin legte er 2017 die erste Folge von Tell Me Your Troubles: Songs of Joe Bushkin vor, an der Bucky Pizzarelli, Kathryn Crosby, Nicki Parrott, Wycliffe Gordon, Eric Comstock und Joe Bushkin selbst (in „Oh! Look at Me Now“) mitwirkten. Im Bereich des Jazz war er zwischen 1977 und 2016 an acht Aufnahmesessions beteiligt.